# Tanystylum hooperi
Tanystylum hooperi är en havsspindelart som beskrevs av Clark, W.C. 1977. Tanystylum hooperi ingår i släktet Tanystylum och familjen Ammotheidae. Inga underarter finns listade i Catalogue of Life.